# Plegapteryx titia
Plegapteryx titia là một loài bướm đêm trong họ Geometridae.